# Национална библиотека Ирана
Национална библиотека Ирана (перс. کتابخانه ملی ایران) налази се у Техерану, главном граду Исламске Републике Иран. Основана је 1937. године и основни задатак ове библиотеке јесте да саставља националну библиографију Ирана и сакупља све радове који су настали у земљи, радoве који се тематски односе на Иран и радове Иранаца који живе ван граница своје државе.

## Оснивање
Године 1864. у Дарол Фаноун школи основана је мала библиотека која је зачетак данашње националне библиотеке. Много година касније, 25. августа 1937. године ова библиотека је свечано отворена. Током владавине Музафар ад Дин шаха, Иранци су почели да се упознају са западном културом, па је поводом тога 1897. основано Научно друштво у Техерану које се залагало за модерно образовање Иранаца. Ово друштво је 1898. године основало Националну научну библиотеку.
Крајем 1934. године Махди Бајани, тадашњи директор Националне научне библиотеке, је предложио оснивање Националне библиотеке Ирана тадашњем министру науке Алију Асгхару Хекмату који је овај предлог одобрио. Две године касније, Али Асгхар Хекмат је од Реза шаха затражио изградњу зграде за библиотеку на парцели Музеја древне Персије. Његов захтев је прихваћен и Андре Годар, француски археолог и архитекта, пројектовао је зграду за библиотеку. Захваљјући Махдију Бајанију, збирка ове библиотеке која је заједно са донацијама Краљевске библиотеке, донацијом Азиз Хана и Руске кредитне банке чинила око 30.000 публикација, пресељена је у нову зграду.
Због недовољно простора у другој половини 1950. године саграђена је још једна зграда за ову библиотеку. У наредним годинама предложено је оснивање нове Националне библиотеке, јер већ постојећа није обављала своје дужности.
Жан Пјер Клаве, управник Универзитетске библиотеке у Лујзијани поднео је предлог за нову националну библиотеку којег је иранска влада прихватила. Године 1979. избила је Исламска револуција и прекинула пројекат.

### Оснивач
Махди Бајани рођен је 1906. године у Хамадану у Ирану и био је специјалиста за персијске рукописе и калиграфију и покретач оснивања Националне библиотеке Ирана. У почетку је радио као професор персијског језика и књижевности, а богато искуство у библитекарству је стекао у библиотеци Данеш-сара-је'али. Основао је и друштво за подршку и објављивање калиграфа и калиграфске уметности. Његов биографски речник иранских калиграфа, Ахвал о Атар-е Кошневисан, један је од најважнијих инструмената за истраживања у иранској кодикологији. Умро је у фебруару 1968. године.

## Нова зграда библиотеке
Последњи радови на новој згради завршени су крајем лета 2004. године и у марту 2005. године свечано је отворена. Њен смештајни капацитет је до седам милиона књига.

### Јединице библиотеке
- Прва јединица —сала за састанке, пулт за информације, продавница књига, простор за изложбе, кафетерија и центар за стручну обуку библиотекара
- Друга јединица — читаонице и одељење за референсну грађу и библиографију
- Трећа јединица —одељење за изложбе и чување изложбеног материјала, центар за мултимедију и ИТ служба
- Четврта јединица — канцеларије, технички сервис, услуге за чување деце, кафетерија и просторија намењена за молитву
- Пета јединица — сервис за заштиту и одржавање фонда, одељење за транспорт, просторије за одржавање и одељење за доставу фонда
- Шеста јединица — дванаест магацина са око седам милиона књига
- Седма јединица — Центар за иранске и исламске студије
- Осма јединица — паркинг

## Фонд
Библиотека поседује фонд од око седам милиона јединица библиотечке грађе. Одељење периодике поседује преко 2500 наслова савремених часописа и новина. У фонду библиотеке налази се и велики број разгледница, цд-ова, брошура и преко 150.000 фотографија. Осим на арапском и фарсију, заступљене су и публикације на другим језицима, а уредно се прикупљају летописи странаца који су боравили у Ирану.

### Вредни и ретки рукописи
У фонду старе и ретке књиге налазе се најзначајнија дела иранских писаца у области филозофије, мистицизма, ислама, медицине и астрономије на фарсију и арапском језику. Неки од најзначајнијих рукописа које ова библиотека поседује су:
Кетабол Екхлас, Диван Аблаха Багдадија, прва медицинска енциклопедија у постисламском Ирану — Благо Кхваразам шаха, Збирка епистола Бу Али Сине, Записи Мула Садре, Куран итд.

## Одељење за иранске и исламске студије
Настало је 1963. године, а набавља све публикације на тему Ирана и ислама које нису на фарсију и арапском језику. Овде се чувају летописи странаца од којих су неки старији од 400 година, као и часописи и дисертације.

### Истраживачке и образовне активности библиотеке
- дефинише стандарде различитих врста библиотека и њихових функција
- ствара неопходне изворе за лакше библиотечко пословање
- обогаћује библиотечку и информатичку науку у Ирану
- помаже истраживања на тему библиотекарства, иранских и исламских студија
- бави се истраживањима ради унапређивања библиотекарства у земљи и сарадње међу стручњацима

### Курсеви, радионице и семинари
Током године организују се различити курсеви за запослене у библиотеци. Организује и предавања и семинаре самостално или у сарадњи са другим научним установама.